# Albert Billot
Pour les articles homonymes, voir Billot.
Albert Billot, né le 3 décembre 1841 à Bourges et décédé le 17 novembre 1922 à Paris, est un diplomate français.

## Biographie
Ambassadeur de France et Conseiller d'État, Albert Billot a suivi des études de droit, et obtenu le doctorat. Il a reçu la médaille d'or au concours de doctorat de 1863. Sa petite-fille a épousé un autre diplomate et ambassadeur, Raymond Brugère.

## Carrière
- Directeur des affaires politiques du ministère des affaires étrangères 1er décembre 1882
- Président de la commission du canal de Suez 9 avril 1885
- Envoyé extraordinaire et ministre plénipotentiaire à Lisbonne 24 novembre 1885
- Ambassadeur de France à Rome (Quirinal) du 8 mars 1890 à 1897

## Décorations
- Grand officier de la Légion d'honneur
- Grand-croix de l'ordre des Saints-Maurice-et-Lazare
- Grand-croix de l'ordre du Christ

## Œuvres
- La France et l'Italie: histoire des années troubles, 1881-1899, Plon, 1905
- Le Roman d'un Petit Bourgeois, Plon, 1903, prix Montyon de l'Académie Française en 1904
- Une conjuration en Portugal (Pombal et les Tavora), 1889
- L'affaire du Tonkin : histoire diplomatique de l'établissement de notre protectorat sur l'Annam et de notre conflit avec la Chine, 1882-1885, 1888
- Traité de l'extradition, Plon, 1874

## Sources
- Famille Brugère - Annuaire diplomatique
- Francis de Bæcque, Les directeurs de ministère en France (XIXe – XXe siècles)